# Talibanoffensiven 2021

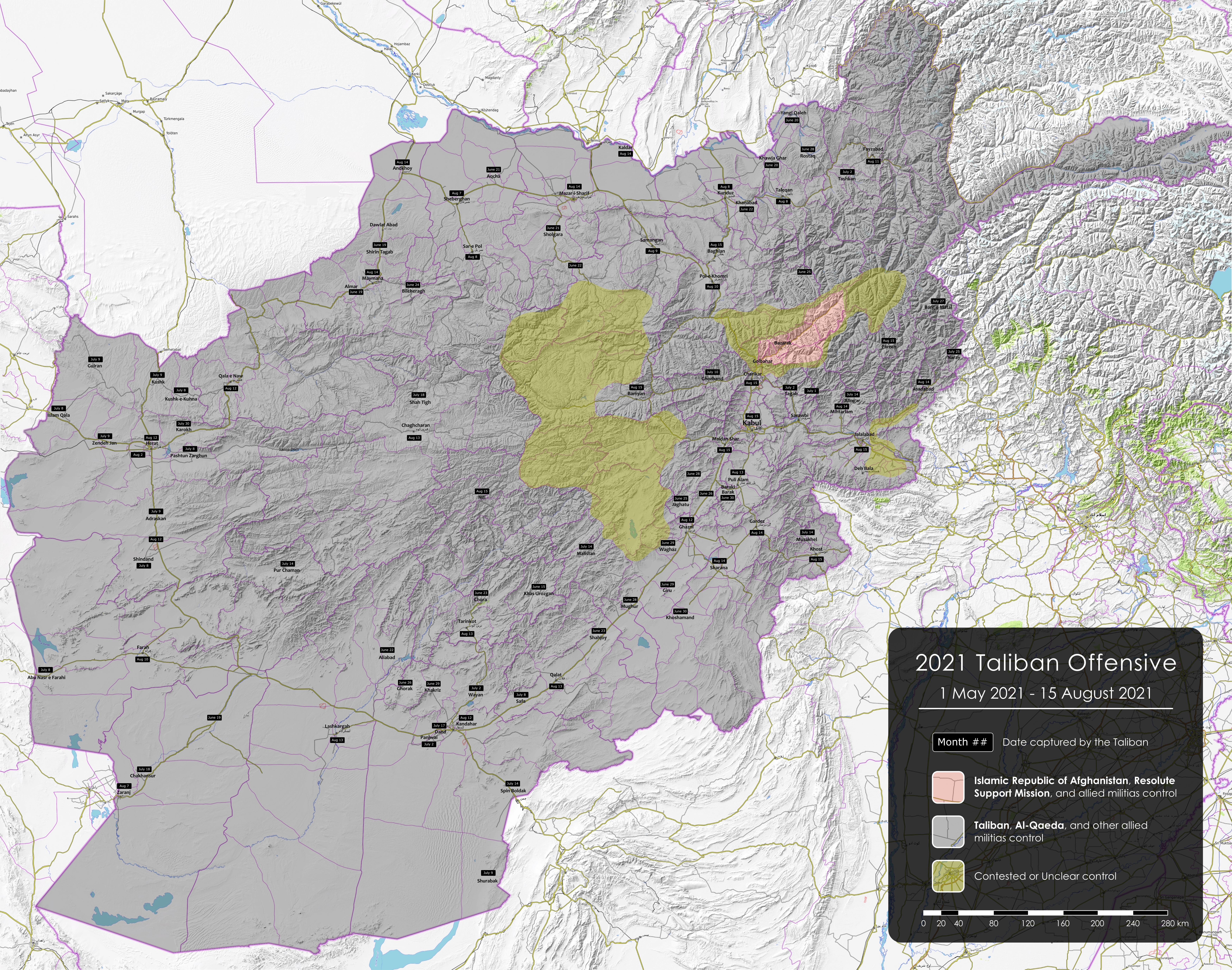
Karta över Afghanistan som visar talibanoffensiven den 15 augusti 2021.

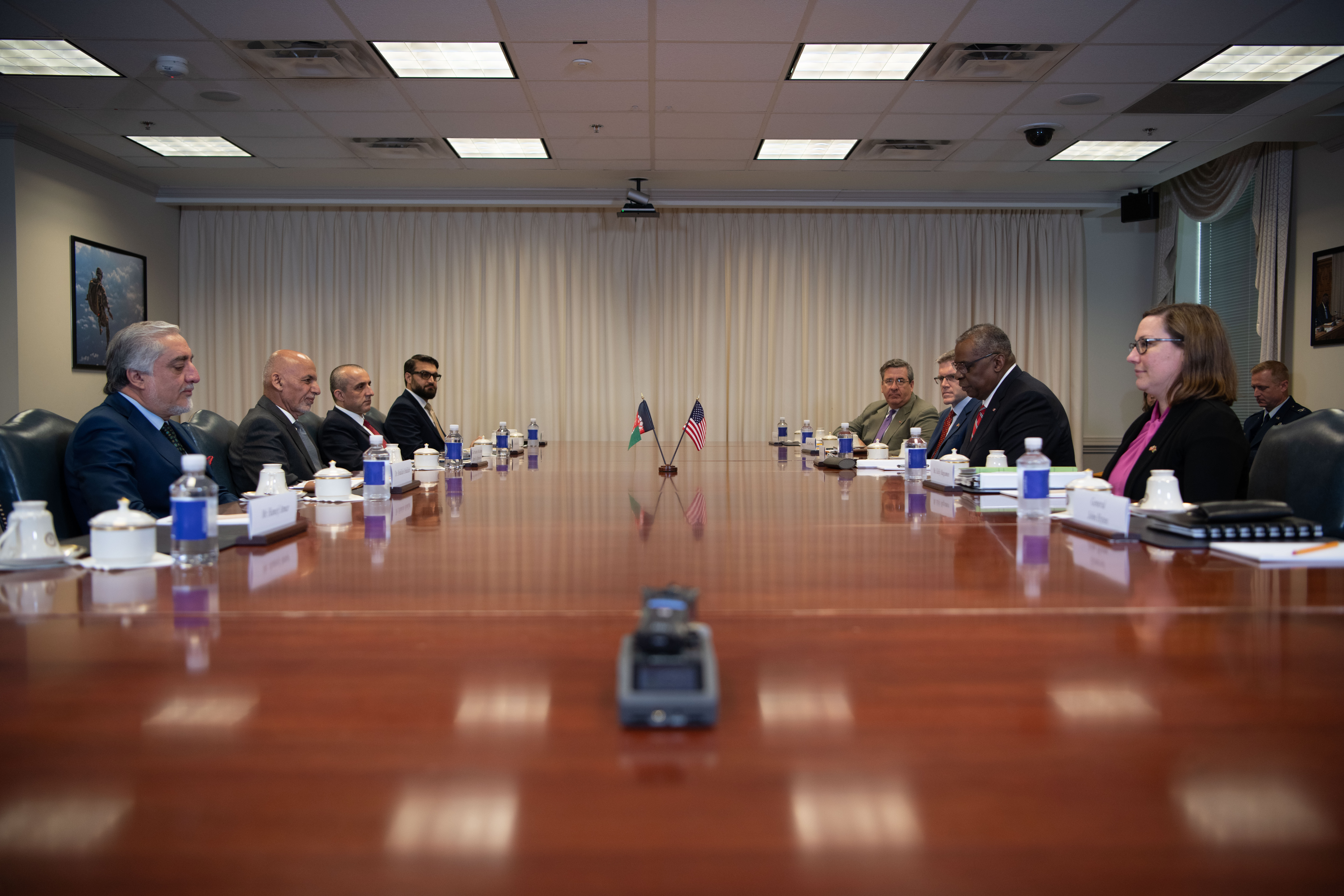
USA:s försvarsminister Lloyd Austin talar med Afghanistans president Ashraf Ghani och ordförande för High Council for National Reconciliation Dr. Abdullah Abdullah under ett möte i Pentagon 25 juni 2021.

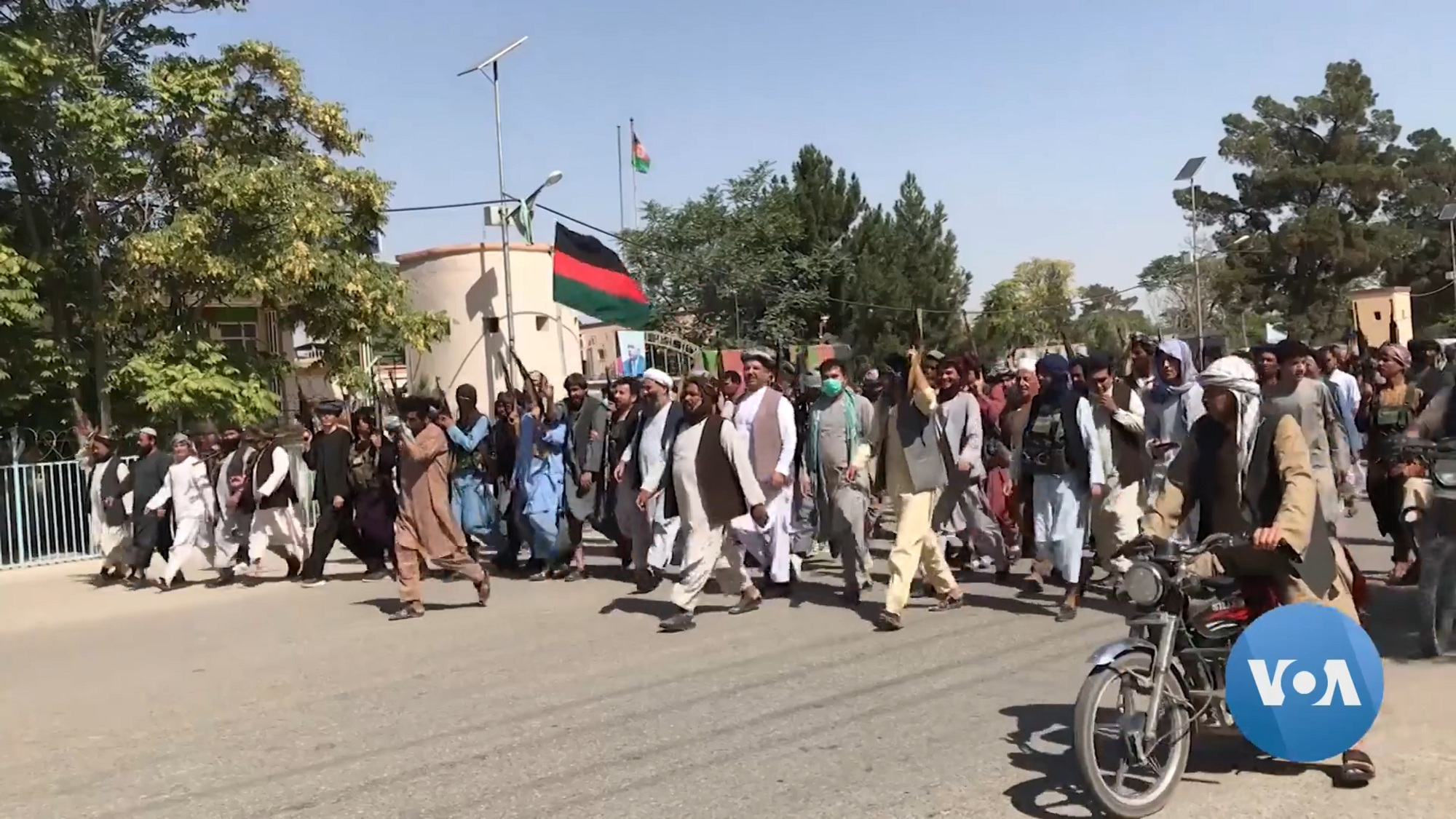
Beväpnad lokalbefolkning i Jowzjanprovinsen protesterar till stöd för den Afghanska regeringen i samband med Talibanoffensiven 2021.

Talibanoffensiven 2021 var en militär offensiv av talibanerna och deras allierade militanta grupper, däribland al-Qaida. Efter ett utdraget krig som varat sedan 2001 inledde talibanerna sin avgörande offensiv mot Afghanistans regering och dess allierade  den 1 maj 2021, samtidigt som de flesta amerikanska trupperna drog sig tillbaka från Afghanistan. Från och med den 15 juli kontrollerades över en tredjedel av Afghanistans 421 distrikt av talibanerna, och den 21 juli stod hälften av Afghanistan under talibanernas kontroll. Den 15 augusti intog talibanerna Kabul och den tidigare regeringen störtades. 

## Händelseförlopp

### April
Den 14 april meddelade USA:s president Joe Biden att USA planerat att helt och hållet lämna Afghanistan senast den 11 september, ett symboliskt datum för USA med anledning av 20-årsminnet av 11 september-attackerna 2001.

### Maj
I maj erövrade talibanerna 15 distrikt från den afghanska regeringen. I maj dödades 405 medlemmar av afghanska nationella säkerhetsstyrkor och 260 civila under sammandrabbningarna med talibanerna. Därtill uppgav det afghanska försvarsdepartementet att 2 146 talibaner dödats.
I slutet av maj 2021 hade Portugal, Slovenien, Spanien och Sverige dragit tillbaka sina styrkor från Afghanistan.

### Augusti
Den 8 augusti hade flera städer intagits av talibanerna, däribland provinshuvudstäderna Kunduz och Sar-e-Pul.
Den 12 augusti intogs landets näst största stad Kandahar och övertogs provinshuvudstaden Ghazni av talibanerna, vilket var den tionde provinshuvudstaden som övertagits inom en vecka.
Den 15 augusti övertogs huvudstaden Kabul av talibanerna och Afghanistans president Ashraf Ghani hade då lämnat landet med sina närmaste män.
Den 15 augusti bekräftade Natos generalsekreterare Jens Stoltenberg på Twitter att Natos styrkor är närvarande i Kabul, och hjälper till med evakueringen vid Kabuls flygplats.
Den 30 augusti 2021 meddelade USA:s militär att de sista amerikanska evakueringsflygplanen och soldaterna har lämnat Afghanistan.

## Resultat
Den 15 augusti utropades Islamska emiratet Afghanistan. Dess regering består endast av talibaner. Denna stat är ej internationellt erkänd.